# Révész Géza (pszichológus)
Révész Géza (1882-ig Rothauser) (Siófok, 1878. december 9. – Amszterdam, 1955. augusztus 19.) magyar zenepszichológus és hangfiziológus, egyetemi tanár, a magyar kísérleti lélektan képviselője, a pszichológia első egyetemi tanára, majd 1918-ban megalapítója az első lélektani laboratóriumnak, 1921-től az amszterdami Kísérleti Lélektani Intézet igazgatója.

## Életútja
Révész Adolf és Rothauser Janka gyermeke. 1896-ban a budapesti Markó utcai főgimnáziumban érettségizett, majd jogi tanulmányokat folytatott, végül 1902-ben kriminálpszichológiai disszertációval jogi doktorrá avatták. A diploma átvétele után Göttingenbe utazott, ahol Georg Elias Müller mellett pszichológiai kutatásokat végzett. Akkori barátai, David Katz (1884-1953) és Rubin később jelentősen hozzájárultak a modern kísérleti lélektan megalapozásához. Szorgalmasan látogatta az egyetemen Edmund Husserl filozófiai és Max Verworn fiziológiai előadásait. Egy évig Berlinben Karl Stumpf, a hallás lélektanának legnevesebb kutatója mellett dolgozott. Ebben az időszakban fordult érdeklődése a zene és hallás lélektana felé. Kutatásait a Dubois-Reymond intézetében folytatta, majd 1906-ban megszerezte a filozófiai doktori fokozatot. Disszertációjában a színlátás problémáival foglalkozott. Később jelentős kutatásokat végzett a halláslélektan területén és ekkor került közeli kapcsolatba korának másik jeles pszichológusával, Franz Brentanóval.
Hazatérve először Tangl Ferenc laboratóriumában dolgozott, rendszeresen megfordult Alexander Bernát körében, a Vasárnapi Kör és a Huszadik Század szerzői gárdájában. 1908-ban az egyetem magántanárrá habilitálta és elsőként bízták meg hivatalosan a pszichológia tanításával. 1910. június 25-én Budapesten nőül vette Alexander Bernát lányát, Magdolnát. Budapesten az Alexander-ház, majd később Révészék otthona Amszterdamban a művészek és tudósok kedvelt helye lett. Jól ismerték Bartók Bélát, Kodály Zoltánt vagy éppen Ady Endrét. 1918-ban a király egyik utolsó intlzkedésével  a Tanácskormány a pszichológia egyetemi tanárává nevezte ki. Ugyanebben az évben megalapította Magyarországon az első lélektani laboratóriumot. Tanítványai között találjuk többek között a pszichológus Gleimann Annát, Lénárt Editet és a pszichoanalitikus Hermann Imrét.
A magyar kommün bukása után kora pszichológiai irányzatainak tanulmányozására rövid müncheni, majd heidelbergi tartózkodása után 1920-ban végleg Hollandiában telepedett le. Ekkortájt sem felejtkezett meg barátairól, tanítványairól; rendszeresen hazalátogatott Budapestre. 1921-ben kinevezték az amszterdami Kísérleti Lélektani Intézet igazgatójának. Fő célkitűzése az volt, hogy laboratóriumát Európa legnagyobb intézetévé fejlessze. 1931-ben az egyetem professzorává nevezték ki.
Utolsó magyarországi tartózkodása alatt, 1947-ben az ő javaslatára nevezték ki Magyarországon a budapesti egyetemen akkor megalakuló pszichológiai tanszék munkatársait. Hollandiában halt meg 1955. augusztus 19-én.

## Fő művei
- A gazdaságos tanulás módszereiről (1908)
- Zur Grund legung der Tonpsychologie (1913)
- Ervin Nyiregyházi (1916)
- A tehetség korai felismerése (1918)
- The Psychology of a Musical Prodigy (1925)
- Musikgenuss bei Gehörlosen (1926)
- Max Nordan élete (Kispest, 1940)
- Einführung in die Musikpsychologie (1946)

## Díjak, elismerések
- 1947-től 1949-es kizárásáig az MTA tagja;
- 1949-től a bajor tudományos akadémia tagja;
- a würzburgi egyetem díszdoktorává avatta.